# اچ‌ام‌اس دانا (۱۷۹۸)

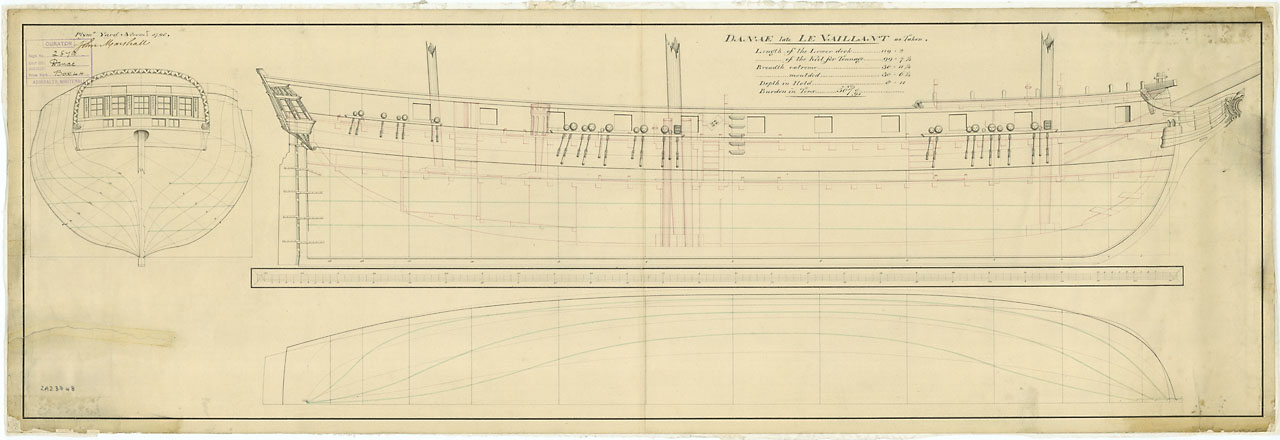
نقشه کشتی اچ‌ام‌اس دانا

اچ‌ام‌اس دانا (۱۷۹۸) (به انگلیسی: HMS Danae (1798)) یک کشتی است که طول آن ۱۱۹ فوت ۲ اینچ (۳۶٫۳۲ متر) می‌باشد. این کشتی در سال ۱۷۹۶ ساخته شد.